# Vejrum Kirke (Viborg Kommune)
 For alternative betydninger, se Vejrum Kirke. (Se også artikler, som begynder med Vejrum Kirke)
Vejrum Kirke ligger i Vejrum Sogn i den tidligere Tjele Kommune. Efter kommunalreformen i 2007 ligger sognet i Viborg Kommune. Sognet hører under Ørum-Viskum-Vejrum Pastorat.

## Kirkens ydre
Kirken ligger højt på nordsiden af Nørreådalen midt i landsbyen Vejrumbro. Den er opført omkring år 1200 i romansk stil. Kor og skib – den oprindelige kirke – er bygget af granitkvadre samt af marksten og teglsten. Den lille tagrytter i bindingsværk over kirkens vestgavl, som giver kirken sin egen karakter, er kommet til i 1700-tallet, og våbenhuset i mursten er i 1800-tallet bygget til erstatning for et ældre våbenhus. Omridset af den tilmurede norddørsåbning kan ses. På nordsiden af koret ses en oprindelig vinduesåbning, medens de tre vinduesåbninger på sydsiden er nyere. Kirken er teglhængt bortset fra tagrytteren, som er blytækket. På korets gavl ses årstallet 1793 samt bogstaverne HJEB, som fortæller, at gavlen det år er blevet omsat på bekostning af kirkens daværende ejere, Hans Juul og Else Bjerregaard. Årstallet 1852 i vindfløjen øverst på tagrytteren hentyder også til en reparation.

## Kirkens indre
Kirken har fladt bjælkeloft. Korbuen står med groft tilhugne kragbåndssten. På skibets nordvæg er der opsat et pulpitur der går over i orgelpulpituret på vestvæggen. Altertavlen er i renæssancestil fra begyndelsen af 1600-tallet med et maleri fra 2003 af Anita Houvenaeghel. Prædikestolen er ligeledes et renæssancearbejde uden malerier i felterne. Døbefonten er romansk, uden udsmykninger og på en nyere fod. På sydvæggen hænger det tidligere korbuekrucifiks. Midt i skibet hænger en model fra omkring 1800 af en fregat med navnet Hans Juul, hvilket var navnet på kirkens daværende ejer.

## Øvrigt
På kirkegården nord for kirken finder man to gravhøje fra oldtiden. Fra kirkens sydside er der en meget smuk udsigt over en del af Nørreådalen.

## Galleri
- Vejrum Kirkes indre
- Vejrum Kirkes alter
- Vejrum Kirkes døbefont
- Kirkeskib i Vejrum Kirke
- Vejrum Kirke set fra nordøst

## Eksterne kilder og henvisninger
- Vejrum Kirke hos KortTilKirken.dk